# 阿爾皮納縣
阿尔皮纳县（英語：Alpena County）是位于美国密西根下半島東北部的縣，坐落於休伦湖西岸。根据2020年人口普查显示，该县人口为28,907人。该县的县治位于同名城市阿尔皮纳。

## 历史
该县最初由密歇根州议会设立于1840年，原名为阿米基县（Anamickee County），后于1843年更名为阿尔皮纳县。这一名称是亨利·斯库尔克拉夫特仿照原住民语言所发明的新词，意为“一个好的鹧鸪县”。当时密歇根州很多县都在进行改名工作。阿尔皮纳县正式组建于1857年。